# Coupe d'Europe des vainqueurs de coupe de football 1962-1963
Navigation
Coupe des coupes 1961-1962 Coupe des coupes 1963-1964
La Coupe d'Europe des vainqueurs de coupe 1962-1963, troisième édition de la Coupe des Coupes, voit la victoire du club anglais de Tottenham Hotspur qui bat l'Atlético de Madrid en finale.
C'est le premier titre européen remporté par un club britannique. Il s'agit également de la deuxième finale consécutive jouée par l'Atlético dans cette compétition.
Pour la première fois, 2 clubs d'un même pays prennent part à la compétition : l'Atlético de Madrid, tenant du titre et le Séville FC, finaliste de la Coupe d'Espagne (remportée par le champion d'Espagne, le Real Madrid).

## Tour préliminaire
| Équipe 1           | Résultat     | Équipe 2            | Aller | Retour | Appui |
| ------------------ | ------------ | ------------------- | ----- | ------ | ----- |
| Újpest Dózsa SC    | 5 - 0        | Zagłębie Sosnowiec  | 5 - 0 | 0 - 0  |       |
| F91 Dudelange      | 2 - 9        | B 1909 Odense       | 1 - 1 | 1 - 8  |       |
| Glasgow Rangers    | 4 - 2        | Séville FC          | 4 - 0 | 0 - 2  |       |
| OFK Belgrade       | 5 - 3        | SC Chemie Halle     | 2 - 0 | 3 - 3  |       |
| FC Lausanne-Sport  | 5 - 4        | Sparta Rotterdam    | 3 - 0 | 2 - 4  |       |
| Bangor City FC     | 4 - 5        | SSC Naples          | 2 - 0 | 1 - 3  | 1 - 2 |
| FC Steaua Bucarest | 4 - 7        | Botev Plovdiv       | 3 - 2 | 1 - 5  |       |
| AS Saint-Étienne   | 4 - 1        | Vitória Setubal     | 1 - 1 | 3 - 0  |       |
| Olympiakos         | forfait - Q. | Paola Hibernians FC | -     | -      |       |

1. ↑  Match disputé à Esch-sur-Alzette
2. ↑  Match d'appui disputé à Highbury à Londres

Exemptés :

- Atlético Madrid (en tant que tenant du titre)
- Slovan Bratislava
- 1. FC Nuremberg
- Graz AK
- Tottenham Hotspur
- Portadown FC
- Shamrock Rovers

## Huitièmes de finale
| Équipe 1          | Résultat | Équipe 2            | Aller | Retour | Appui |
| ----------------- | -------- | ------------------- | ----- | ------ | ----- |
| FC Lausanne-Sport | 1 - 2    | Slovan Bratislava   | 1 - 1 | 0 - 1  |       |
| AS Saint-Étienne  | 0 - 3    | 1. FC Nuremberg     | 0 - 0 | 0 - 3  |       |
| Graz AK           | 4 - 6    | B 1909 Odense       | 1 - 1 | 3 - 5  |       |
| Tottenham Hotspur | 8 - 4    | Glasgow Rangers     | 5 - 2 | 3 - 2  |       |
| OFK Belgrade      | 7 - 4    | Portadown FC        | 5 - 1 | 2 - 3  |       |
| Shamrock Rovers   | 0 - 5    | Botev Plovdiv       | 0 - 4 | 0 - 1  |       |
| Atlético Madrid   | 5 - 0    | Paola Hibernians FC | 4 - 0 | 1 - 0  |       |
| Újpest Dózsa SC   | 3 - 5    | SSC Naples          | 1 - 1 | 1 - 1  | 1 - 3 |

1. ↑  Match disputé à Belfast
2. ↑  Match disputé à Gzira
3. ↑  Match d'appui disputé à Lausanne

## Quarts de finale
| Équipe 1          | Résultat | Équipe 2          | Aller | Retour | Appui |
| ----------------- | -------- | ----------------- | ----- | ------ | ----- |
| OFK Belgrade      | 6 - 4    | SSC Naples        | 2 - 0 | 1 - 3  | 3 - 1 |
| B 1909 Odense     | 0 - 7    | 1. FC Nuremberg   | 0 - 1 | 0 - 6  |       |
| Slovan Bratislava | 2 - 6    | Tottenham Hotspur | 2 - 0 | 0 - 6  |       |
| Botev Plovdiv     | 1 - 5    | Atlético Madrid   | 1 - 1 | 0 - 4  |       |

1. ↑  Match d'appui disputé à Marseille
2. ↑  Match disputé à Augsbourg

## Demi-finales
| Équipe 1        | Résultat | Équipe 2          | Aller | Retour |
| --------------- | -------- | ----------------- | ----- | ------ |
| 1. FC Nuremberg | 2 - 3    | Atlético Madrid   | 2 - 1 | 0 - 2  |
| OFK Belgrade    | 2 - 5    | Tottenham Hotspur | 1 - 2 | 1 - 3  |

## Finale
| Équipe 1          | Résultat | Équipe 2        |
| ----------------- | -------- | --------------- |
| Tottenham Hotspur | 5 - 1    | Atlético Madrid |